# 汉娜·泰特
汉娜·泰特（英語：Hannah Teter，1987年1月27日—），美国女子单板滑雪运动员。她曾代表美国参加2006年、2010年和2014年冬季奥林匹克运动会单板滑雪比赛，获得一枚金牌和一枚银牌。